# セルフ・ポートレイト (大西順子のアルバム)
『Self Portrait』（セルフ・ポートレイト〜ザ・ベスト・オブ・大西順子）は、ジャズ・ピアニストの大西順子が1998年に発表した初めてのベスト・アルバム。

## 解説
「ユーロジアII」は、このアルバムのために新規に録音された。

## 収録曲
| #         | タイトル                                                   | 作詞      | 作曲                                     | 初出アルバム                       | 時間  |
| --------- | ---------------------------------------------------------- | --------- | ---------------------------------------- | ---------------------------------- | ----- |
| 1.        | 「ユーロジアII」(Eulogia II)                               | -         | 大西順子                                 | -                                  | 11:07 |
| 2.        | 「ハウス・オブ・ブルー・ライツ」(The House Of Blue Lights) | -         | ジジ・グライス                           | 『ビレッジ・バンガードII』         | 9:13  |
| 3.        | 「ソー・ロング・エリック」(So Long Eric)                   | -         | チャールス・ミンガス                     | 『ビレッジ・バンガードの大西順子』 | 8:21  |
| 4.        | 「キャラバン」(Caravan)                                    | -         | デューク・エリントン、ファン・ティゾール | 『クルージン』                     | 6:21  |
| 5.        | 「ザ・ジャングラー」(The Jungular)                         | -         | 大西順子                                 | 『WOW』                            | 7:08  |
| 6.        | 「プレイ・ピアノ・プレイ」(Play, Piano, Play)              | -         | エロール・ガーナー                       | 『プレイ・ピアノ・プレイ』         | 5:19  |
| 7.        | 「ポートレイト・イン・ブルー」(Portrait In Blue)           | -         | 大西順子                                 | 『THE SEXTET』                     | 4:54  |
| 8.        | 「A列車で行こう」(Take the "A" Train)                      | -         | デューク・エリントン                     | 『ピアノ・クインテット・スイート』 | 6:58  |
| 合計時間: | 合計時間:                                                  | 合計時間: | 合計時間:                                | 59:21                              |       |

## 「ユーロジアII」ミュージシャン
- 大西順子 - ピアノ
- 米木康志 - ベース
- 日野元彦 - ドラムス

## 制作クレジット
- レコーディング、ミキシング・エンジニア - 小貝俊一 (M1)
- ライナーノーツ - 小川隆夫
- カバー写真 - 宅間國博
- インナー・スリーブ・写真 - 宅間國博、エドワード・キュルショ、ノーマン・サイトウ

## リリース日一覧
| 地域 | リリース日     | レーベル                                  | 規格                   | カタログ番号 | 備考                           |
| ---- | -------------- | ----------------------------------------- | ---------------------- | ------------ | ------------------------------ |
| 日本 | 1998年4月29日  | Somethin' Else (東芝EMI)                  | 12cmCD                 | TOCJ-8001    |                                |
| 日本 | 2004年4月1日   | EMIミュージック・ジャパン                 | デジタル・ダウンロード | 94631428050  | mora AAC-LC 320kbps            |
| 日本 | 2004年4月1日   | EMIミュージック・ジャパン                 | デジタル・ダウンロード | A1000021557  | レコチョク                     |
| 日本 | 2004年4月1日   | EMIミュージック・ジャパン                 | デジタル・ダウンロード | B00461B05I   | アマゾン mp3                   |
| 日本 | 2004年10月20日 | EMIミュージック・ジャパン                 | デジタル・ダウンロード | 8d6kgx6khrf4 | MSN Music mp3                  |
| 日本 | 2005年8月4日   | EMIミュージック・ジャパン                 | デジタル・ダウンロード | 728263218    | iTunes Store                   |
| 日本 | 2016年6月22日  | Somethin' Else (ユニバーサルミュージック) | 12cmCD                 | UCCJ-4159    | 24ビットリマスタリング、SHM-CD |